# Аргонавт (подводная лодка)
Argonaute (S636) — французская дизель-электрическая подводная лодка проекта «Aréthuse» и третий корабль французского флота, носящий имя «Аргонавт».

## История службы
Лодка служила флагманом тулонского дивизиона подводных лодок. За время службы корабль провёл более 2000 дней в море, в том числе более 32 000 часов (1300 суток) под водой, 10 раз обошёл вокруг Земли. 31 июля 1982 года лодка была выведена из состава флота. В 1989 год, после длительных дискуссий, было принято решение переоборудовать лодку в музей.

## Музейный корабль
Подводная лодка «Аргонавт» (S636) выставлена для обозрения в парижском парке Ла-Вилетт c 1991 года.

## Практическая информация
«Аргонавт» является частью парижского городка науки и индустрии.
Подводная лодка находится в XIX округе Парижа, ближайшая станция метро — Porte de la Villette.
Открыта для посещений каждый день кроме понедельников.
Часы работы: с 10:00 до 17:30. По воскресеньям до 18:30.